# Komet Pons-Gambart
Komet Pons-Gambart (uradna oznaka 273P/Pons-Gambart, predhodna oznaka C/1827 M1) je kratkoperiodični komet z obhodno dobo 57,50 let, ki sta ga 21. junija 1827 odkrila francoska astronoma Jean-Louis Pons (1761–1831) v Firencah v Italiji in Jean-Félix Adolphe Gambart (1800–1836) v Marseillu v Franciji.
Komet pripada Halleyjevi družini kometov.

## Značilnosti
Soncu se je najbolj približal 7. junija 1827, ko je bil na razdalji približno 0,8 a.e. od Sonca. Kometa niso opazili pri njegovem naslednjem predvidenem prisončju leta 1892 in 1956. Naslednje njegovo prisončje se pričakuje v letu 2022.
Velika je verjetnost tudi, da je to isti komet, kot so ga opazovali 30. maja 1110 (C/1110 K1) (ki so ga opazovali na Kitajskem, Koreji in Japonskem) in 15. aprila 1239 (X/1239 K1). Kometa sta imela zelo podobni tirnici. Komet iz leta 1239 se je obravnaval kot izgubljeni komet.
Možno je tudi, da je komet Pons-Gambart starševsko telo za meteorski roj Eta Eridanidov (aktiven je med koncem julija in sredino avgusta ), čeprav je večja verjetnost (primernejša tirnica), da je za ta roj starševsko telo komet Chacornak.